# Kogoluktuk River
Der Kogoluktuk River ist ein 118 Kilometer langer rechter Nebenfluss des Kobuk River im Nordwesten des US-Bundesstaats Alaska. 

## Flusslauf
Der Kogoluktuk River entspringt in den Schwatka Mountains, ein Teilgebirge der Brookskette, 65 km nordnordöstlich von Kobuk auf einer Höhe von etwa 1150 m. Er fließt in überwiegend südsüdwestlicher Richtung durch das Bergland. Im Unterlauf erreicht der Kogoluktuk River das Ambler Lowland, eine Niederung, wo er zahlreiche enge Flussschlingen ausbildet. Der Kogoluktuk River durchschneidet noch einen Höhenkamm, bevor er schließlich 3,5 km östlich von Kobuk in einen nördlichen Flussarm des Kobuk River mündet.

## Einzugsgebiet
Der Kogoluktuk River entwässert ein Areal von etwa 1150 km². Das Einzugsgebiet des Kogoluktuk River grenzt im Westen an die Einzugsgebiete von Shungnak River und Ambler River, im Norden an das des Noatak River sowie im Osten an das des Mauneluk River.

## Namensgebung
Der Flussname stammt von den Eskimo und wurde 1885 von Lieutenant Stoney von der U.S. Navy niedergeschrieben.